# Sphaeroma laevigatum
Sphaeroma laevigatum is een pissebed uit de familie Sphaeromatidae. De wetenschappelijke naam van de soort is voor het eerst geldig gepubliceerd in  door Philippi.